# Їжа, що веде до вимирання
«Їжа, що веде до вимирання» (англ. Eating our way to extinction) — повнометражний документальний фільм 2021 року братів-режисерів Лудо та Отто Броквей, в якому досліджується вплив тваринництва на зміну клімату, землекористування та біорізноманіття планети. У фільмі наводяться заяви провідних учених і розповіді представників корінних народів, які страждають від наслідків глобального потепління. В оригінальній англійській озвучці текст читає Кейт Вінслет.